# Bryobia geyeri
Bryobia geyeri är en spindeldjursart som beskrevs av Meyer 1974. Bryobia geyeri ingår i släktet Bryobia och familjen Tetranychidae. Inga underarter finns listade.